# Distrikt Hongos

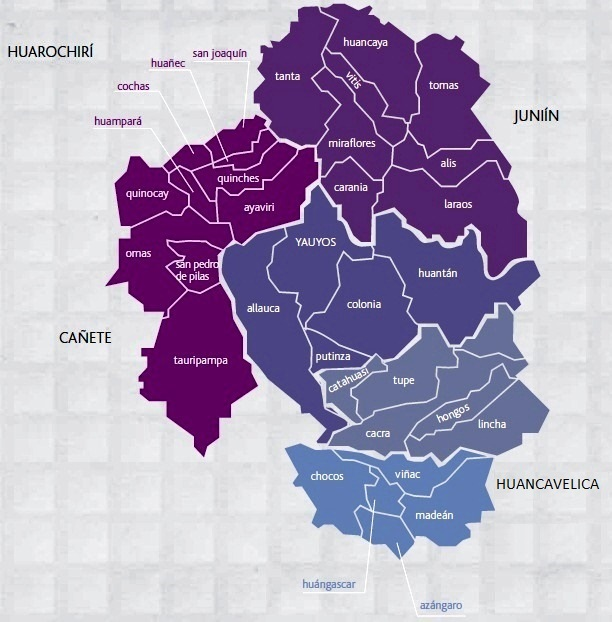
Karte der Provinz Yauyos

Der Distrikt Hongos liegt in der Provinz Yauyos in der Region Lima im zentralen Westen von Peru. Der Distrikt wurde am 29. Januar 1965 gegründet. Er besitzt eine Fläche von 121 km². Beim Zensus 2017 wurden 362 Einwohner gezählt. Im Jahr 1993 lag die Einwohnerzahl bei 469, im Jahr 2007 bei 435. Sitz der Distriktverwaltung ist die 3205 m hoch gelegene Ortschaft Hongos mit 328 Einwohnern (Stand 2017). Hongos befindet sich 42 km südsüdöstlich der Provinzhauptstadt Yauyos.

## Geographische Lage
Der Distrikt Hongos befindet sich in der peruanischen Westkordillere im Südosten der Provinz Yauyos. Die Längsausdehnung in WSW-ONO-Richtung beträgt 25 km, die maximale Breite liegt bei etwa 6,5 km. Der westliche Teil wird von den Flüssen Río Paluche und Río Lincha im Norden und im Süden begrenzt. Das Gebiet liegt vollständig innerhalb des Einzugsgebietes des Rìo Cacra Im äußersten Osten reicht der Distrikt bis zur kontinentalen Wasserscheide.
Der Distrikt Hongos grenzt im Nordwesten und im Norden an den Distrikt Cacra, im äußersten Osten an den Distrikt Acobambilla (Provinz Huancavelica) sowie im Süden an den Distrikt Lincha.

## Ortschaften
Im Distrikt gibt es neben dem Hauptort folgende größere Ortschaften:
- Pachachaca